# Nie wieder!

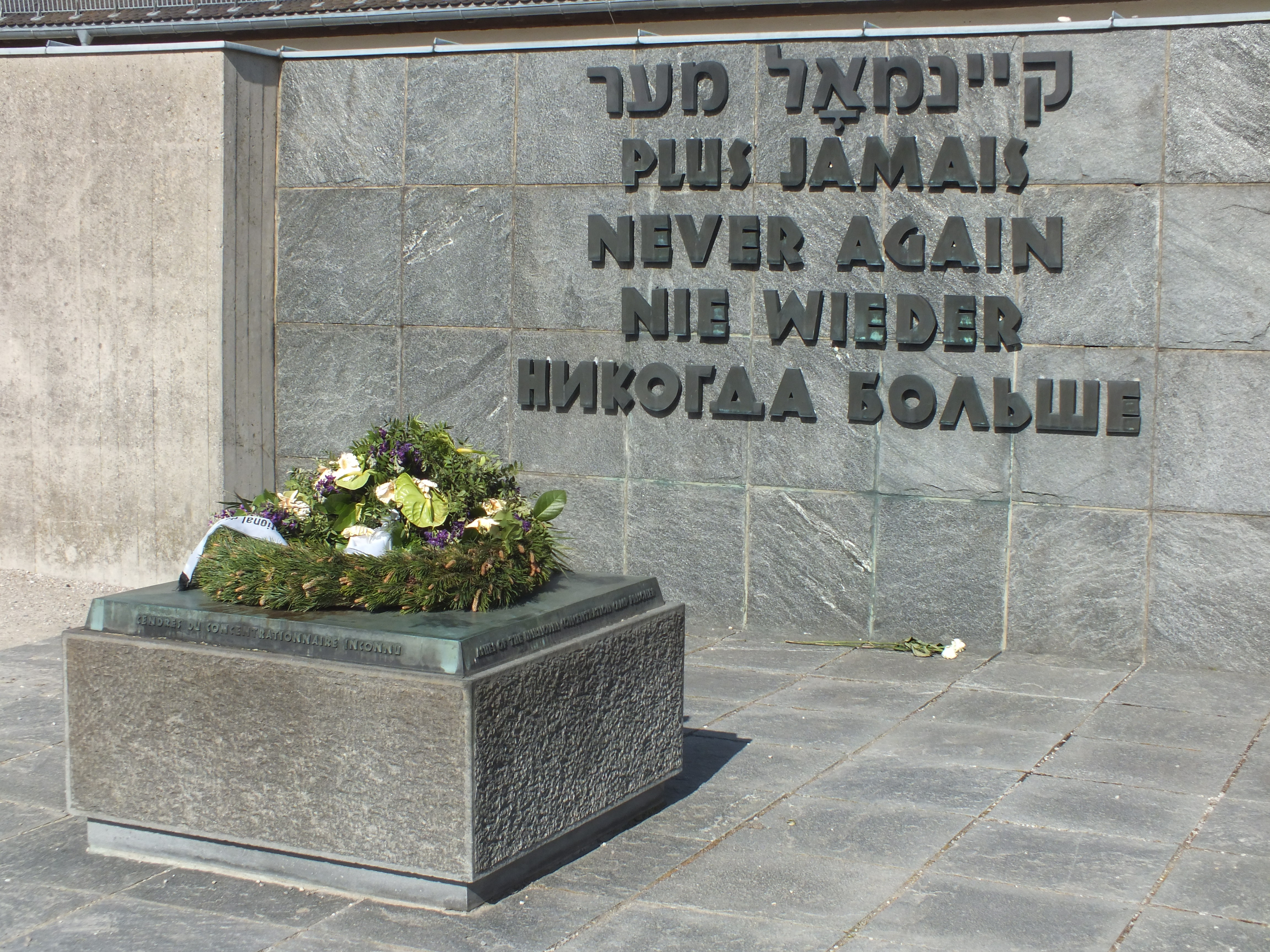
Mahnmal auf dem Gelände des ehemaligen KZs Dachau mit den Worten „Nie wieder“ in verschiedenen Sprachen.

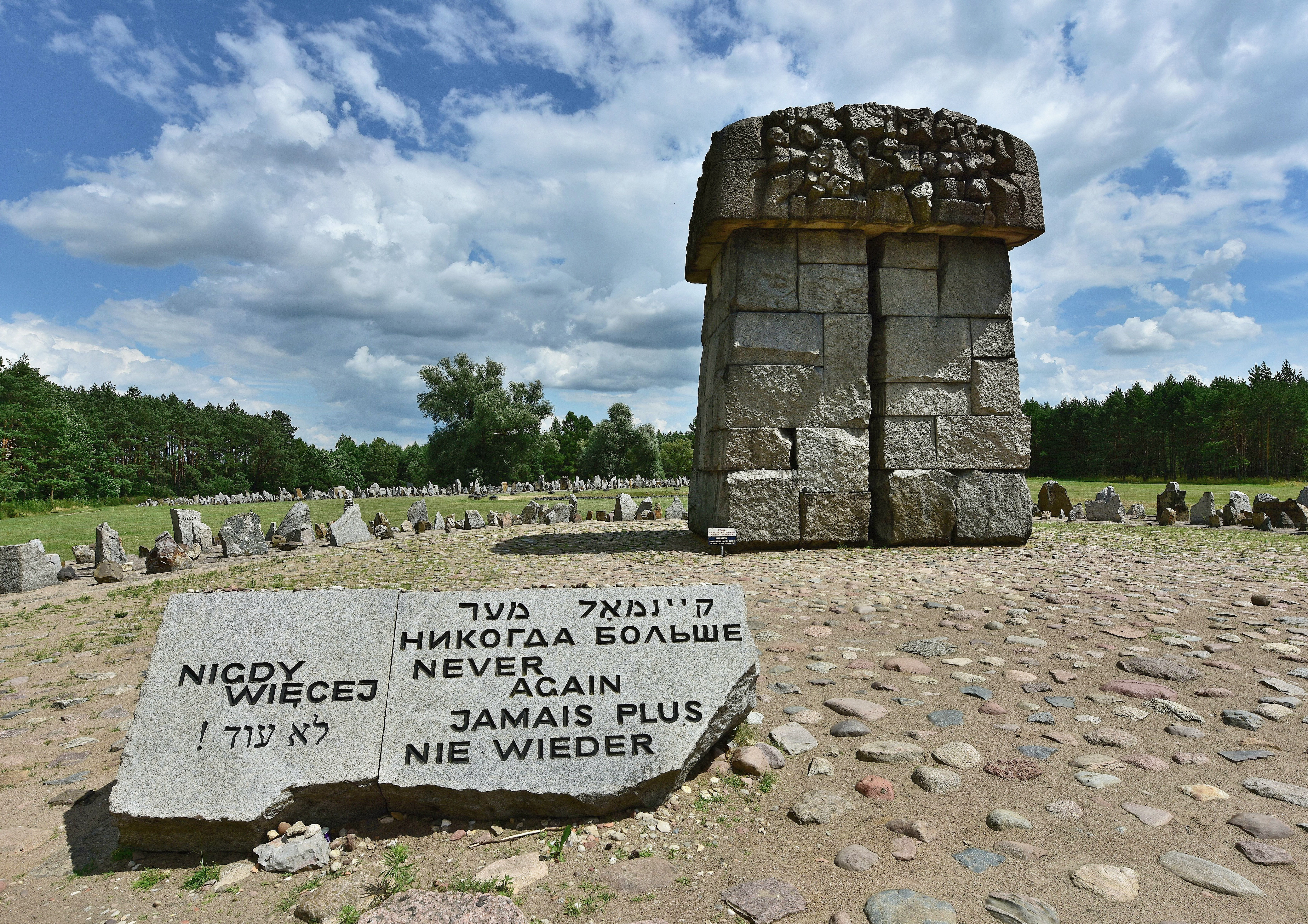
Mahnmal Treblinka mit den Worten „Nie wieder“ in verschiedenen Sprachen.

„Nie wieder“ ist ein Ausruf, der mit den Lehren des Holocaust und anderer Völkermorde in Verbindung gebracht wird. Der Ausruf wurde von befreiten Häftlingen des Konzentrationslagers Buchenwald verwendet, um den Faschismus anzuprangern.

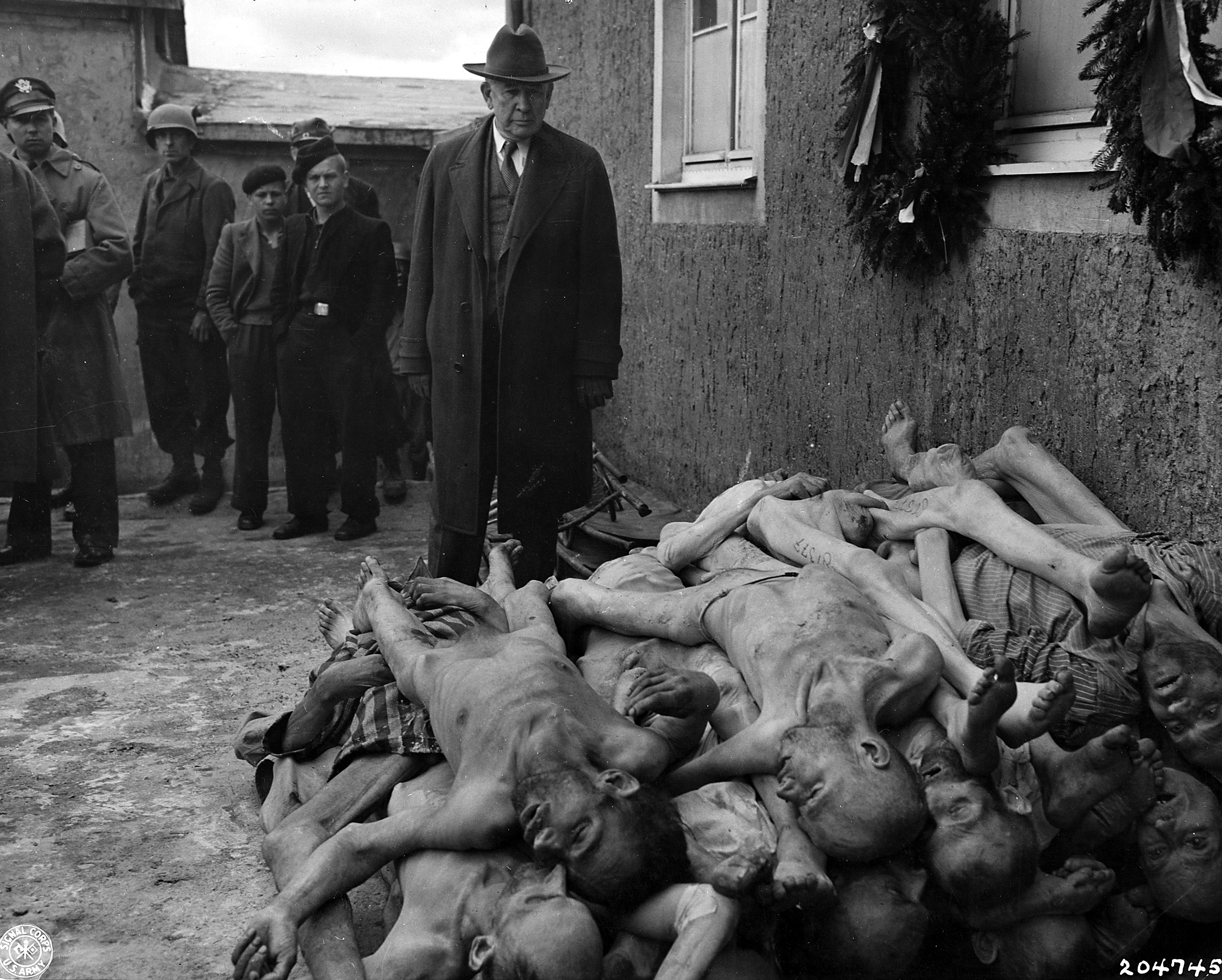
Senator Alben W. Barkley aus Kentucky, Mitglied des Kongresskomitees zur Aufklärung der Nazigräuel, überzeugt sich am 24. April 1945 selbst vor Ort in Buchenwald bei Weimar.

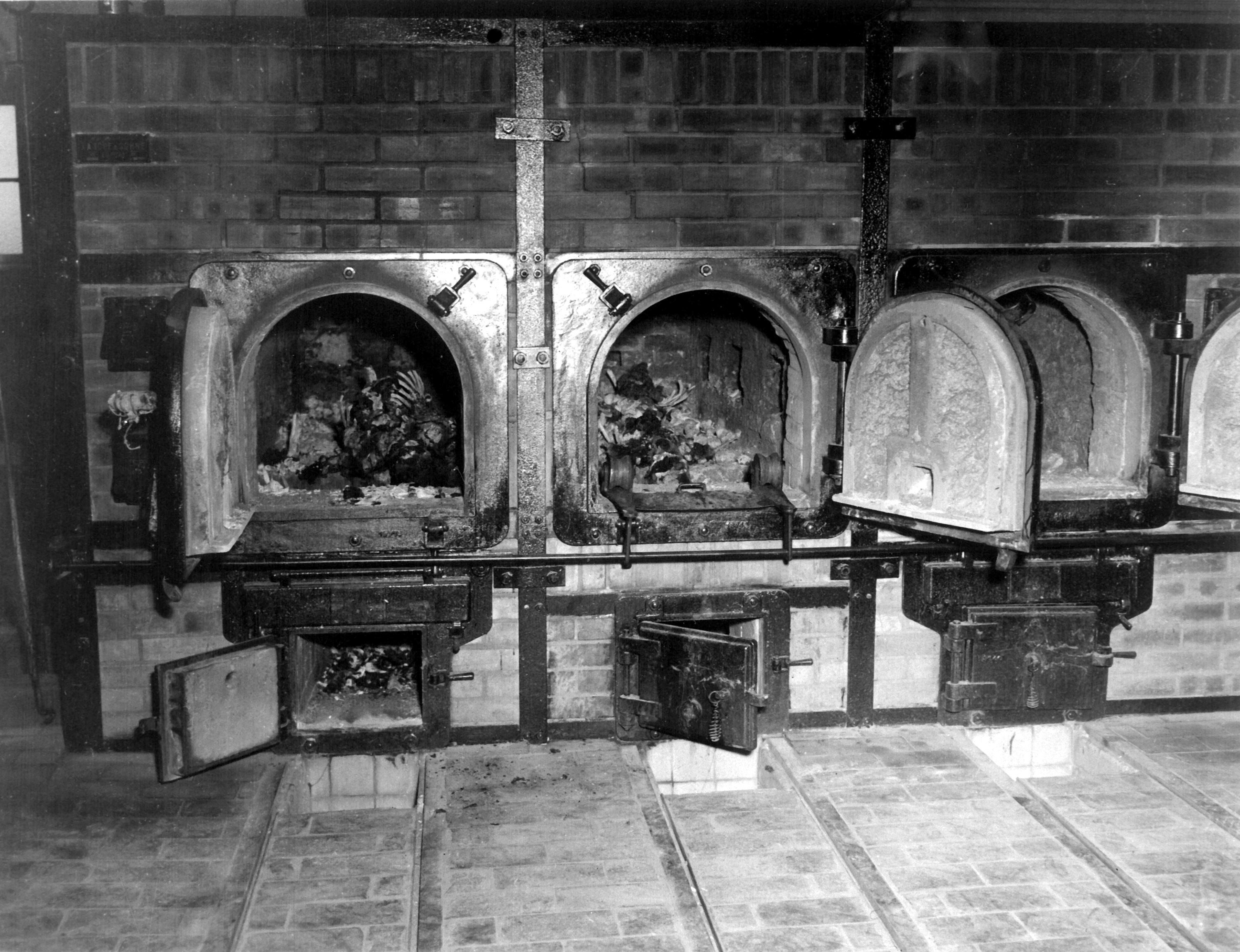
Verbrennungsöfen des Krematoriums im KZ Buchenwald

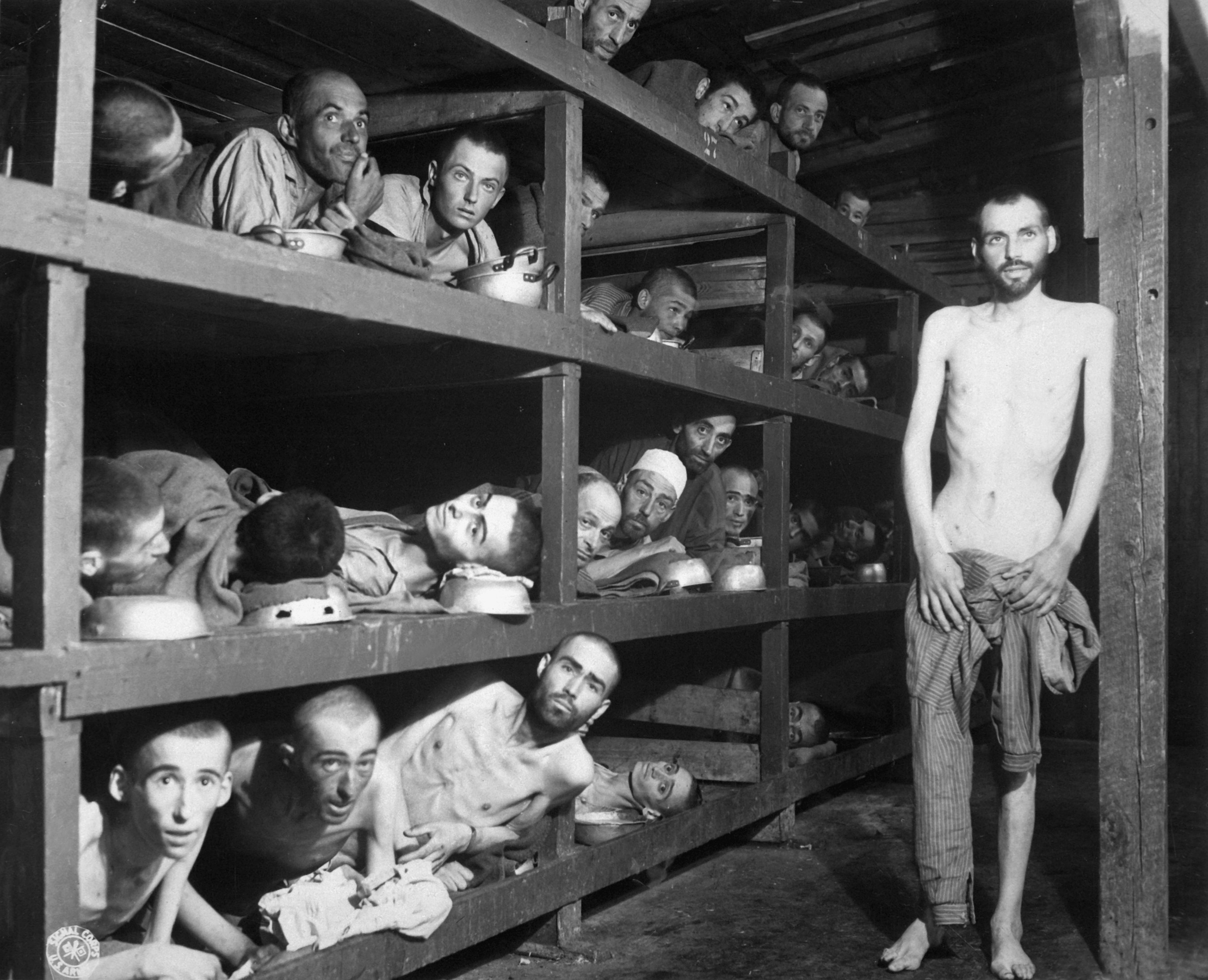
Sklavenarbeiter im KZ Buchenwald nahe Jena; viele waren an Unterernährung gestorben, als U.S. Truppen der 80th Division das Lager betraten. In der zweiten Reihe, siebter von links liegt Elie Wiesel. Aufnahme 5 Tage nach der Befreiung.

Die genaue Bedeutung des Ausdrucks ist umstritten, unter anderem die Frage, ob er als partikularistischer Befehl zur Verhinderung eines zweiten Holocaust an den Juden oder als universalistische Anweisung zur Verhinderung aller Formen des Völkermords verwendet werden sollte. Laut dem ehemaligen Buchenwald-Häftling Heinz Brandt haben die Teilnehmenden der Gedenkversammlung am 19. April 1945 lautstark „Nie wieder“ skandiert. Auch wenn „Nie wieder!“ häufig mit dem Schwur von Buchenwald in Verbindung gebracht wird, ist er im Text nicht vorhanden.
Der Begriff hat sich zu einem festen Bestandteil der deutschen Erinnerungskultur entwickelt und wird regelmäßig wiederkehrend in Ansprachen und Gedenkreden verwendet, um auf die Gefahren von Extremismus, Antisemitismus und Rassismus hinzuweisen.

„Seht die Bedrohung. Seht die Ermordeten. Seht die Menschen. »Nie wieder« ist die Grundlage allen politischen Handelns. Der wahre Grund des Grundgesetzes.“

Der Ausruf „Nie wieder!“ ist in diversen Gedenkstätten wiederzufinden. Er steht in mehreren Sprachen in Stein gehauen am Mahnmal des ehemaligen Vernichtungslagers Treblinka nahe Warschau, in dem die SS schätzungsweise über 800.000 Menschen in Gaskammern ermorden ließ. Die Worte sind auch in der KZ-Gedenkstätte Dachau bei München und an weiteren NS-Gedenkorten in Europa zu lesen.
Meir Kahane, Gründer der Jewish Defense League, verwendete ihn 1971 in seinem Buch „Nie wieder! Ein Programm zum Überleben“.
Bundeskanzler Olaf Scholz nutzte den Ausdruck in seiner Ansprache am 8. Mai 2022 und am 24. Januar 2024, Bundespräsident Steinmeier verwendete ihn in seiner Ansprache am 23. Januar 2020 in der Holocaust-Gedenkstätte Yad Vashem in Israel und die Holocaust-Überlebende Margot Friedländer richtete sie am 27. Januar 2022 an ihre Zuhörer im Europäischen Parlament. Im Frühjahr 2025 musste sich  Nike für die Verwendung des Slogans „Nie wieder“ auf einem Plakat entlang der Strecke des London-Marathons entschuldigen. Kurz vor der Ziellinie stand dort an die erschöpften Läufer gerichtet „Nie wieder. Bis nächstes Jahr.“ Zahlreiche Personen und Medien kritisierten das scherzhaft gemeinte Plakat scharf wegen der Assoziation des Spruchs mit dem Holocaust.